# Vacanță de Crăciun 2

Vacanță de Crăciun 2 (în engleză National Lampoon's Christmas Vacation 2: Cousin Eddie's Island Adventure) este un film de televiziune american care a avut premiera la 20 decembrie 2003 pe postul NBC. El este continuarea filmului National Lampoon's Christmas Vacation, deși este mai mult un spin-off decât un film din seria Vacation, deoarece actorii principali (Chevy Chase și Beverly D'Angelo) din filmele originale nu apar aici.
Randy Quaid și Miriam Flynn și-au reluat rolurile lor ca vărul Eddie și Catherine.
Acesta este până în prezent ultimul film din seria Vacation care poartă numele de National Lampoon, deși Warner Bros. continuă să dețină încă dreptul de folosire a numelui francizei "National Lampoon's Vacation" și a personajelor sale.

## Rezumat
Vărul Eddie este angajat la un institut de cercetări nucleare unde "lucrează" alături de o maimuță. Atunci când maimuța îi depășește performanțele la fiecare test (în special la agilitatea mentală), conducerea institutului decide să-l concedieze. La aflarea veștii, între cei doi are loc o dispută care are ca rezultat mușcarea de fund a lui Eddie de către maimuță.
Deoarece se apropie Crăciunul, Eddie este îngrijorat de ceea ce ar putea însemna pentru el și familia sa pierderea locului său de muncă și se hotărăște să vorbească cu fostul lui șef. Deși el nu se gândise niciodată la acest lucru, compania nucleară este convinsă că el îi va da în judecată. Ca o măsură preventivă, conducerea institutului îi oferă lui Ediie și familiei sale (împreună cu Audrey Griswold și unchiul Nick) o vacanță gratuită pe o insulă din Pacificul de Sud. În timpul unei excursii cu un iaht, Eddie încearcă să prindă un rechin, acesta din urmă îi târăște într-un loc necunoscut, iar ambarcațiunea eșuează pe o insulă izolată.
În cele din urmă, Eddie reușește să se dovedească un om capabil aprovizionându-și familia cu hrană. Membrii familiei sărbătoresc împreună Crăciunul pe insulă. La scurt timp, ei sunt salvați.

## Distribuție
- Randy Quaid - Eddie Johnson
- Miriam Flynn - Catherine Johnson
- Dana Barron - Audrey Griswold, care a rămas singură după ce a fost părăsită de prietenul ei căsătorit Daniel, reluându-și rolul din O vacanță de tot râsul
- Edward Asner - unchiul Nick, unchiul lui Eddie care a rămas singur după ce a fost părăsit de soție
- Beverly Garland - mătușa Jessica
- Sung Hi Lee - Muka Luka Miki, ghidul lor pe insulă
- Jake Thomas - Clark "Third" Johnson, fiul adolescent al lui Eddie și Catherine
- Julian Stone - Melbourne Jack, pilotul de hidroavion
- Eric Idle - un pasager englez din avion, care și-a reluat rolul din Vacanță prin Europa

### Copiii lui Eddie și ai Catherinei
- Vicki
- Dale
- Daisy Mabel
- Ruby Sue
- Rocky
- Denny
- Clark W. III ("Third"), numit după Clark Griswold